# Valutazione della ricerca
La valutazione della ricerca è il complesso di azioni, o l'esito di queste, finalizzate all'espressione di un giudizio, più o meno articolato, sulle attività o sui risultati della ricerca scientifica. Valutare la ricerca, come per qualsiasi valutazione, significa stabilire norme e criteri adatti agli scopi prefissati, ed esprimere dei giudizi di qualità, impatto, efficacia, efficienza, rilevanza. 
Gli scopi, le tecniche, l'oggetto, e, più in generale, le circostanze collegate con la valutazione della ricerca sono le più ampie e diverse. Allo stesso modo, si deve precisare che ogni tipo di ricerca (di ogni disciplina o ambito culturale) può essere soggetta a valutazione.

## Descrizione
Oggetto di valutazione possono essere, tipicamente, articoli, libri od altri prodotti similari, così come progetti di ricerca, programmi, gruppi, o intere istituzioni che svolgono o finanziano attività di ricerca. 
La valutazione può essere comparativa o non comparativa, a seconda della necessità di formulare graduatorie o, al contrario, di assumere elementi specifici del valutando nel contesto e nella struttura della valutazione.
La valutazione della ricerca può essere effettuata in momenti differenti: ex ante (ad esempio per la selezione di progetti), in itinere (per verificare l'andamento di un progetto/programma di ricerca), o ex post, sui risultati in termini di pubblicazioni, brevetti etc., o sul loro impatto. 
La valutazione della ricerca può richiedere un approccio qualitativo e uno quantitativo, e può utilizzare diversi metodi, fra cui: l'analisi bibliometrica, il panel, la peer review, l'analisi costi-benefici e il grado di internazionalizzazione.
Singoli ricercatori possono essere valutati per misurare la quantità, qualità ed importanza della loro produzione scientifica, con scopi diversi.
I risultati della valutazione possono incidere sullo status di singoli o di istituzioni, o sull'allocazione delle risorse, sugli avanzamenti di carriera, etc. 
La valutazione riveste un ruolo fondamentale nel processo di crescita e di disseminazione della conoscenza scientifica.
Esistono tuttavia anche prospettive fortemente critiche sui processi di valutazione della ricerca.